# Giải vô địch bóng đá nữ Đông Nam Á 2006
Giải vô địch bóng đá nữ Đông Nam Á 2006 (AFF Women's Championship 2006) là một giải bóng đá giữa các đội tuyển bóng đá nữ các quốc gia Đông Nam Á do Liên đoàn bóng đá Đông Nam Á tổ chức tại Trung tâm Thể thao Thành Long, Thành phố Hồ Chí Minh, Việt Nam từ ngày 29 tháng 5 đến ngày 2 tháng 6 năm 2006.
Bốn đội tuyển gồm 3 đội Đông Nam Á (Myanmar, Thái Lan, Việt Nam) và một đội khách mời (Trung Hoa Đài Bắc) đá vòng tròn một lượt chọn đội vô địch.

## Kết quả
| Đội               | Tr | T | H | B | BT | BB | HS | Đ |
| ----------------- | -- | - | - | - | -- | -- | -- | - |
| Việt Nam          | 3  | 3 | 0 | 0 | 5  | 2  | +3 | 9 |
| Đài Bắc Trung Hoa | 3  | 1 | 1 | 1 | 4  | 2  | +2 | 4 |
| Thái Lan          | 3  | 1 | 1 | 1 | 6  | 6  | 0  | 4 |
| Myanmar           | 3  | 0 | 0 | 3 | 2  | 7  | −5 | 0 |

| Việt Nam | 1–0 | Đài Bắc Trung Hoa |
| -------- | --- | ----------------- |
|          |     |                   |

| Thái Lan | 3–2 | Myanmar |
| -------- | --- | ------- |
|          |     |         |

| Thái Lan | 2–3 | Việt Nam |
| -------- | --- | -------- |
|          |     |          |

| Myanmar | 0–3 | Đài Bắc Trung Hoa |
| ------- | --- | ----------------- |
|         |     |                   |

| Đài Bắc Trung Hoa | 1–1 | Thái Lan |
| ----------------- | --- | -------- |
|                   |     |          |

| Việt Nam             | 1–0      | Myanmar |
| -------------------- | -------- | ------- |
| Nguyễn Thị Hương 79' | Chi tiết |         |

## Đội vô địch
| Vô địch Đông Nam Á 2006 |
| ----------------------- |
| · Việt Nam · Lần đầu    |